# Калига, Герберт
Герберт Калига (нем. Herbert Kaliga; род. 1931, Оппельн, ныне Польша) — немецкий пианист.
Учился в Ростоке, затем в Берлинской высшей школе музыки имени Эйслера, где первоначально специализировался на фаготе. Переключившись на фортепиано, учился у Рудольфа Дункеля и Дитера Цехлина. Изучал также дирижирование под руководством Адольфа Фрица Гуля и Вилли Нипольта.
Выступал преимущественно как концертмейстер со многими вокалистами ГДР. Записал альбом концертных пьес для скрипки и фортепиано с Кристианом Функе.
В 1955—1997 гг. преподавал камерный и вокальный аккомпанемент в Берлинской высшей школе музыки имени Эйслера, с 1985 г. профессор. После выхода на пенсию живёт в Клайнмахнове.
Лауреат Премии Роберта Шумана (1977).